# Универсальное соотношение Степанова
Универсальное соотношение Степанова (в англоязычной литературе часто называется соотношением Кеннарда — Степанова) — соотношение между спектрами поглощения и люминесценции сложных молекул. Оно выражает в обобщённом виде спектрально-энергетические характеристики люминесценции сложных молекул (такие, как правило Стокса) и является аналогом закона излучения Кирхгофа, устанавливая связь между мощностью люминесценции и теплового излучения системы.
В 1918 году американский физик Эрл Кеннард (англ. Earle Hesse Kennard) обратил внимание на проблему термодинамики флуоресценции, указав связь между интенсивностью флуоресценции и чёрнотельного излучения при данной температуре. В 1957 году академик Борис Иванович Степанов рассмотрел систему частиц (сложных молекул) с двумя электронно-колебательными состояниями и, предполагая, что за время жизни возбуждённого состояния успевает установиться термодинамическое равновесие, вывел соотношение между мощностью люминесценции {\displaystyle W(\nu )} и коэффициентом поглощения {\displaystyle \kappa (\nu )} на данной частоте {\displaystyle \nu } в виде:
{\displaystyle {\frac {W(\nu )}{\kappa (\nu )}}={\frac {8\pi h}{c^{2}}}{\frac {n^{*}}{n}}C(T)e^{h\nu _{el}/kT}\nu ^{3}e^{-h\nu /kT}},
где {\displaystyle n^{*}} и {\displaystyle n} — число возбуждённых молекул и общее число молекул системы, {\displaystyle \nu _{el}} — частота чисто электронного (0-0) перехода, {\displaystyle T} — температура, {\displaystyle C(T)} — нормировочный коэффициент, учитывающий различие статистических весов колебательных подуровней основного и возбуждённого состояний, {\displaystyle h} — постоянная Планка, {\displaystyle k} — постоянная Больцмана, {\displaystyle c} — скорость света. Кроме условия термодинамического равновесия, для выполнения соотношения Степанова требуется пренебречь вынужденным испусканием, должны отсутствовать примеси-тушители, перехватывающие энергию возбуждения, а распределение молекул по колебательным подуровням не должно зависеть от частоты возбуждающего излучения и от способа возбуждения вообще. Из соотношения следует, что максимум полосы люминесценции всегда смещён в сторону меньших частот от максимума полосы поглощения.
Вообще говоря, универсальное соотношение Степанова применимо к любым системам, состоящим из быстрой и медленной подсистем, причём время перераспределения энергии внутри медленной подсистемы должно быть значительно больше времени жизни возбуждённого состояния быстрой подсистемы. К настоящему времени справедливость соотношения Степанова по отношению к растворам сложных молекул надёжно установлена экспериментально. В пара́х сложных молекул появляется зависимость функции распределения по колебательным подуровням от частоты возбуждающего света, поэтому соотношение между спектрами поглощения и люминесценции будет несколько иным. Применительно к полупроводникам зависимость, аналогичная соотношению Степанова, была получена в 1954 году ван Росбруком и Шокли. В контексте общей статистической механики квантовых систем соотношение Степанова может быть связано с так называемым условием Кубо — Мартина — Швингера (см. KMS state), полученным в работах Кубо (1957) и Мартина и Швингера (1959).